# Bulbine bulbosa
Bulbine bulbosa är en grästrädsväxtart som först beskrevs av Robert Brown, och fick sitt nu gällande namn av Adrian Hardy Haworth. Bulbine bulbosa ingår i släktet bulbiner, och familjen grästrädsväxter. Inga underarter finns listade i Catalogue of Life.

## Bildgalleri

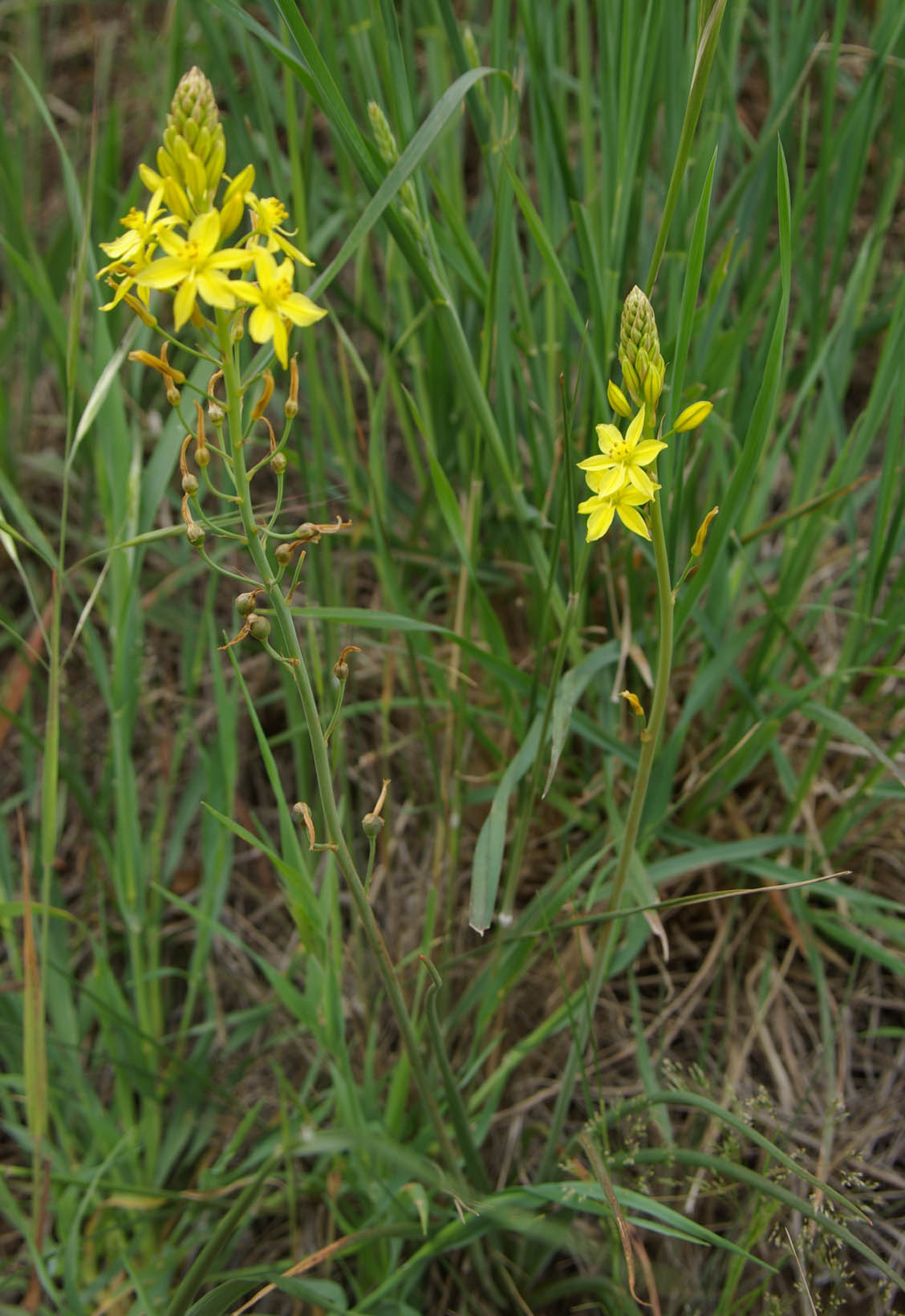